# Stäbler
Die Stäbler (auch Kleinhäufler oder Gemeinschaftler) waren eine täuferische Bewegung im Mähren des 16. Jahrhunderts, die jede Gewaltanwendung ablehnte und einen strikten Pazifismus vertrat. Die Stäbler standen hierbei in Opposition zur Gruppe der Schwertler. Führende Vertreter der Stäbler waren unter anderem Jakob Widemann und Philip Jäger.

## Geschichte
Stäbler und Schwertler bildeten sich unter den ersten täuferischen Exilantengruppen im mährischen Nikolsburg und gingen auf einen Konflikt zwischen Balthasar Hubmaier und Hans Hut zurück. Während Balthasar Hubmaier das Recht des Schwertes zur Selbstverteidigung und die Einführung von Kriegssteuern befürwortete, sprach sich Hans Hut gegen die jede Form von Gewalt und gegen Kriegssteuern aus. Der Konflikt zwischen beiden Gruppen führte schließlich zum ersten Schisma der noch jungen mährischen Täuferbewegung. Im Frühjahr 1528 verließen etwa 200 Stäbler unter Führung Jakob Wiedemanns die Stadt Nikolsburg und siedelten sich kurze Zeit später in Austerlitz an, wo der erste täuferische Bruderhof etabliert werden konnte.  
Der Chronist Caspar Franck (1543–1584) beschrieb die Stäbler im Catalogus Haereticorum als Christen, die weder Waffen tragen noch Kriege führen. Sie besitzen stattdessen einen Stab. Laut dieser Chronik geht der Begriff „Stäbler“ auf den Vertreter der Schwertler Johannes Spittelmaier zurück.